# Хусеинович, Салих Мувеккид Хаджи
Салих Мувеккид Хаджи Хусеинович (босн. Salih Hadžija Husejinović;? — 1888) — боснийский историк, эрудит.
Основоположник мусульманской боснийской историографии. Автор гигантского труда «История Боснии» на турецком языке, в котором он описывает историю Боснии, начиная с турецкого завоевания до австрийской оккупации 1878 года. Его книга содержит большую информацию об истории Боснии в эпоху османского владычества. Автор использовал источники на восточных языках, недоступные другим историкам, которые не знали турецкого, арабского, персидского языков. До этого все историки использовали источники на латинском языке, поэтому их знания были очень ограниченными.